# Kazimierz Sąda
Kazimierz Sąda (ur. 21 listopada 1934 we Myślenicach, zm. 23 października 1998) – polski działacz partyjny i państwowy, inżynier metalurg, podsekretarz stanu w Ministerstwie Hutnictwa (1976–1981).

## Życiorys
Syn Wojciecha i Bronisławy. Należał do Związku Młodzieży Polskiej, był kierownikiem organizacyjnym przy Zarządzie Szkolnym ZMP w Myślenicach i szefem zarządu ZMP przy Akademii Górniczo-Hutniczej w Krakowie. Na tej uczelni w 1958 ukończył studia inżynierskie z metalurgii, odbył też dwuletnie studium ekonomiczne w Wieczorowym Uniwersytecie Marksizmu-Leninizmu (1973). Od 1957 związany z Hutą Batory w Chorzowie, gdzie kierował Wydziałem Kontroli Technicznej Stalowni (1958–1964), następnie był zastępcą kierownika i kierownikiem (1968–1970) Wydziału Stalowni oraz p.o. wicedyrektora i wicedyrektorem ds. produkcji (1970–1971). Pomiędzy 1972 a 1973 kierował Hutą Jedność w Siemianowicach Śląskich. W latach 1975–1976 pełnił funkcję dyrektora generalnego Ministerstwa Przemysłu Ciężkiego i jednocześnie pierwszego zastępcy dyrektora naczelnego Zjednoczenia Hutnictwa Żelaza i Stali w Katowicach. W latach 1977–1982 szefował klubowi piłkarskiemu Ruch Chorzów.
W 1958 wstąpił do Polskiej Zjednoczonej Partii Robotniczej, był członkiem egzekutyw Komitetów Zakładowych i członkiem plenum Komitetu Miejskiego PZPR w Siemianowicach Śląskich. W 1975 został zastępcą członka Komitetu Wojewódzkiego PZPR w Katowicach. Od marca 1976 do lipca 1981 pozostawał podsekretarzem stanu w Ministerstwie Hutnictwa. W 1980 kandydował do Wojewódzkiej Rady Narodowej w Katowicach.
Został pochowany na cmentarzu komunalnym w Myślenicach przy ul. Sienkiewicza. W 1999 odznaczony Honorowego Medalu Stowarzyszenia Polskich Wynalazców i Racjonalizatorów im. Tadeusza Sendzimira.